# John D. Works
John D. Works (Rising Sun, 1847. március 29. – Los Angeles, 1928. június 6.) az Amerikai Egyesült Államok szenátora (Kalifornia, 1911–1917).